# Rhododendron uvariifolium
Rhododendron uvariifolium är en ljungväxtart som beskrevs av Friedrich Ludwig Diels. Rhododendron uvariifolium ingår i släktet rododendron, och familjen ljungväxter. Inga underarter finns listade i Catalogue of Life.

## Bildgalleri

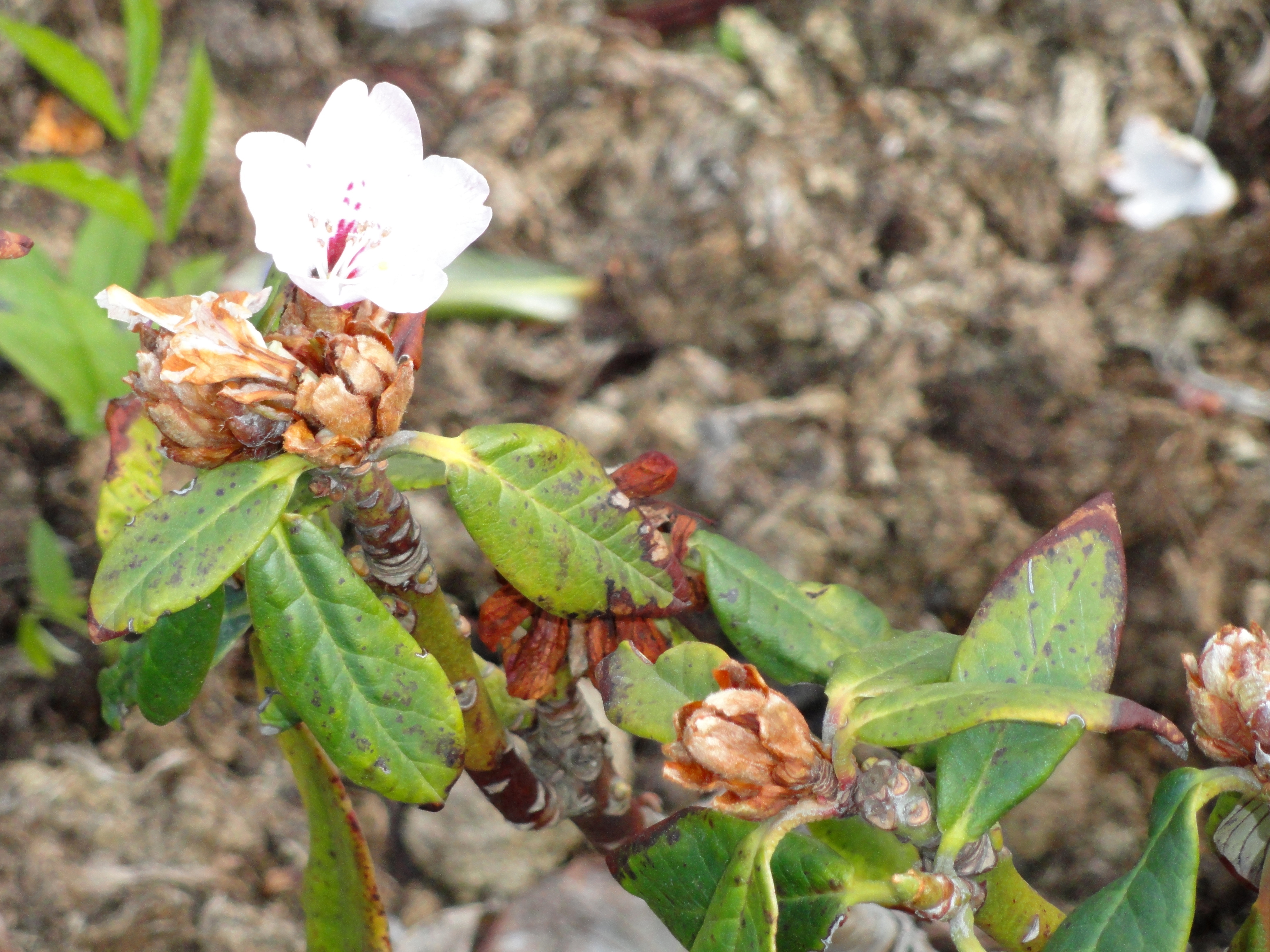